# Tyrrell 024
O 024 foi o modelo utilizado da Tyrrell na temporada de 1996 de F1. Condutores: Ukyo Katayama e Mika Salo.
O carro era uma melhora significativa do modelo ineficaz de 1995, levando Salo a dizer que não se deveria comentar a respeito de ambos em um mesmo dia.  No entanto, os esforços da equipe foram severamente comprometidos pela falta de confiabilidade dos seus motores Yamaha, uma decisão que resultou na mudança para o motor V8 da Ford em 1997.
Salo foi, de uma forma geral, impressionante durante toda a temporada, marcando pontos vitais e terminando a prova em três ocasiões. Ele ofuscaria novamente Katayama, que foi para a Minardi em 1997.
A equipe terminou em oitavo no Campeonato de Construtores, com cinco pontos.

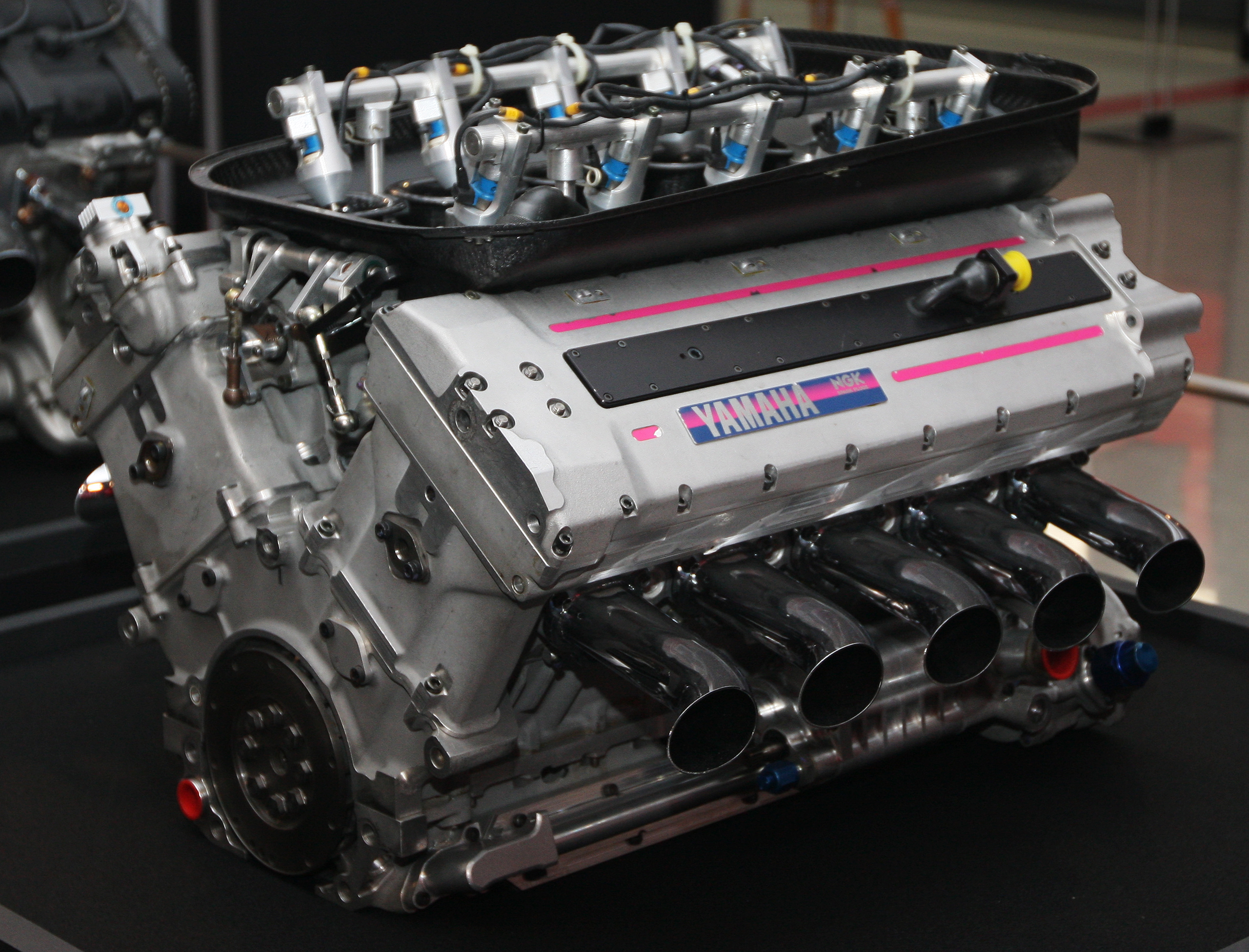
O motor Yamaha OX11A que equipava o Tyrrell 024.

## Resultados[2]
(legenda) 
| Ano  | Chassi | Motor            | Pneus | N° | Pilotos       | 1   | 2   | 3   | 4   | 5   | 6   | 7   | 8   | 9   | 10  | 11  | 12  | 13  | 14  | 15  | 16  | Pontos | Posição |  |
| ---- | ------ | ---------------- | ----- | -- | ------------- | --- | --- | --- | --- | --- | --- | --- | --- | --- | --- | --- | --- | --- | --- | --- | --- | ------ | ------- |  |
|      |        |                  |       |    |               |     |     |     |     |     |     |     |     |     |     |     |     |     |     |     |     |        |         |  |
|      |        |                  |       |    |               | AUS | BRA | ARG | EUR | SMR | MON | SPA | CAN | FRA | GBR | GER | HUN | BEL | ITA | POR | JPN |        |         |  |
| 1996 | 024    | Yamaha OX11A V10 | G     | 18 | Ukyo Katayama | 11  | 9   | Ret | DSQ | Ret | Ret | Ret | Ret | Ret | Ret | Ret | 7   | 8   | 10  | 12  | Ret | 5      | 8°      |  |
| 1996 | 024    | Yamaha OX11A V10 | G     | 19 | Mika Salo     | 6   | 5   | Ret | DSQ | Ret | 5   | DSQ | Ret | 10  | 7   | 9   | Ret | 7   | Ret | 11  | Ret | 5      | 8°      |  |